# Munneurycope antarctica
Munneurycope antarctica is een pissebed uit de familie Munnopsidae. De wetenschappelijke naam van de soort is voor het eerst geldig gepubliceerd in 1977 door Schultz.